# Río Kechika
El río Kechika (del inglés: Kechika River) también conocido históricamente como río de Black (Black's River), es un corto río de Canadá, un afluente del río Liard, que discurre por el norte de la actual provincia de la Columbia Británica. El río tiene una longitud de unos 230 km, desciende unos 610 m de altitud y drena una cuenca total de cerca de 2.700 km².
El río nace en el paso de Sifton y fluye en dirección noroeste, y luego al este, para unirse con el río Liard cerca de Fireside. El río serpentea a través de una impresionante zona virgen en las montañas boreales del norte, incluyendo la cordillera Kechika (una subdivisión de las montañas Cassiar) y las cordilleras Muskwa occidentales (que forman parte de las más septentrionales Montañas Rocosas de Canadá), y forma parte de la frontera entre las Rocosas y las Cassiars en la parte de su curso a través de la fosa de las Montañas Rocosas, y serpentea por la meseta Liard en su parte más baja, en su extremo norte. Junto con una serie de cascadas y lagos asociados al río, los accidentes del paisaje más importantes para la fauna son las piedras de sal que pueden encontrar a lo largo de su curso.
El río tiene importancia ecológica ya que no ha sido alterado por la extracción de recursos. Se ha designado como un río patrimonio por el gobierno de Columbia Británica, estableciendo ciertas protecciones en la parte que fluye a través del Área de Gestión Muskwa-Kechika (Muskwa-Kechika Management Area).
El primer europeo que se conoce que visitó el río fue Samuel Black en 1824, siendo por ello originalmente llamado "río de Black" (Black's River).